# 계유지변
계유지변(癸酉之變)은 백련교의 한 일파인 천리교의 교도들이 1813년에 청나라의 황궁 자금성을 습격한 사건이다. 금문지변(禁門之變)이라고도 한다.

## 배경
청나라는 황금기를 구가하였던 건륭제의 뒤를 이은 가경제 시절부터 점차 쇠퇴하기 시작하였다. 이 때 백련교의 한 분파인 천리교는 화북 일대에서 교세를 확장하고 있었는데, 천리교의 지도자 임청은 급기야 황궁인 자금성을 습격할 것을 계획하였다. 자금성의 환관들 가운데 일부가 천리교를 믿거나 천리교도들에게 호의적이었던 터라, 모의는 수월하게 진행되었다.

## 사건의 전개
임청은 천리교도 2백여 명을 상인으로 변장시킨 뒤, 북경 성내로 진입하였다. 그리고 두 부대로 나누어, 밀통하던 환관의 안내를 받으며 자금성 안으로 진격하였다. 그러나 한 부대는 수상하게 여긴 문지기들에 의해 저지되어 문을 통과하지 못하였고, 다른 부대 80여 명만 자금성 안으로 입성할 수 있었다.
자금성 안으로 들어온 천리교도들은 닥치는 대로 살상을 저지르며 내정 근처 융종문 가까이에 이르렀다. 마침 가경제는 열하로 피서를 간 상황이었기 때문에 무사하였으나, 자금성 안에는 황자(훗날 도광제)가 남아 있었다. 청나라 조정과 황실은 발칵 뒤집혔으나, 도광제가 직접 근위병을 이끌고 맞서 싸워 천리교도들을 진압하였다. 이 과정에서 천리교도들이 쏜 화살촉이 융종문의 현판에 박혔는데, 아직까지 남아 있다.

## 결과
자금성 습격 사건이 실패한 이후, 임청을 비롯한 천리교도들과, 이들과 내통했던 환관들은 모조리 붙잡혀 처형당했다. 자금성으로 환궁한 가경제는 급기야 백련교를 사교로 규정지었다. 이로써 난은 진압되었지만, 청나라 황실의 권위를 떨어뜨린 사건으로 남게 되었다.

## 같이 보기
- 백련교도의 난